# Stump Evans
Paul Anderson "Stump" Evans (* 18. Oktober 1904 in Lawrence, Kansas; † 29. August 1928 in Douglas, Kansas) war ein US-amerikanischer Saxophonist des Chicago-Jazz.

## Leben
Evans erhielt zunächst Unterricht auf dem Althorn durch seinen Vater, den Hornisten Clarence Evans. Er wechselte auf die Posaune, spielte in der Highschool-Band in Lawrence und ging dann als Saxophonist nach Chicago. Nach Digby Fairweather galt er als brillanter Solist, der auch vom Blatt spielen konnte. Er arbeitete zunächst in Erskine Tates Vendome Orchestra neben Louis Armstrong und Ruben Reeves, im Original Creole Orchestra von King Oliver, bei Jimmy Wade und trat in Carroll Dickersons Orchester im Sunset Cafe auf, dort erneut mit Armstrong sowie mit Earl Hines. Dieser meinte: "Stumpy Evans spielte ein schönes Tenor; jeder wollte ihn erreichen". Evans war an Schallplatten-Aufnahmen von Oliver, Dickerson, Jelly Roll Morton, Lil Hardin Armstrong und Jimmy Blythe beteiligt; für einige Zeit war er musikalischer Direktor im Moulin Rouge Club. Er erkrankte jedoch an Tuberkulose, ging zurück nach Kansas und starb dort mit nur 24 Jahren. Coleman Hawkins bezeichnete ihn später als eins seiner Vorbilder. 